# Achao (comuna)
Achao fue una comuna del sur de Chile que perteneció a la provincia de Chiloé. Existió entre 1891 y 1979. Es antecesora de la actual comuna de Quinchao.

## Historia
Fue creada durante el gobierno de Jorge Montt, mediante el Decreto del 22 de diciembre de 1891 que creó municipalidades a lo largo de todo Chile. En ese tiempo, pertenecía al departamento de Quinchao y el territorio comunal abarcaba el sector oriental de la isla Quinchao y las islas Linlín y Llingua, con la villa de Achao como cabecera.
En 1928, durante la administración de Carlos Ibañez del Campo, las comunas de Quenac y Curaco de Vélez fueron suprimidas y sus territorios se sumaron a Achao —excepto Chiloé continental que pasó a ser parte de la recién creada comuna de Yelcho—. De esta forma, Achao incorporó las islas de Quenac, Caguach, Teuquelín, Meulín, Tac, Apiao, Alao, Chaulinec y el grupo Desertores, más la totalidad de Quinchao, Asimismo, el departamento de Quinchao fue suprimido, por lo que la comuna pasó a pertenecer al departamento de Castro.
En 1936 se volvió a crear el departamento de Quinchao y se restableció la comuna de Curaco de Vélez, por lo que Achao volvió a tener solo la parte oriental de isla Quinchao, pero anexó las islas Chauques y el territorio de Chiloé continental comprendido entre el río Vodudahue —incluyendo toda la península de Huequi— y por el sur la línea de cumbres que limita el norte de la hoya del río Yelcho, el cordón Los Tabiques y punta García —al sur de donde hoy se ubica la ciudad de Chaitén—. Ocho años después, en 1944, se crearían en el territorio continental los distritos de Ayacara, Chumeldén y Chaitén.
El siguiente cambio sustancial llegó en 1960, durante el gobierno de Jorge Alessandri: todas las islas se mantuvieron dentro de los límites de Achao, pero el territorio en Chiloé continental pasó a integrar —junto con la comuna de Yelcho— la nueva comuna de Chaitén.
La comuna llegó a su fin en 1979, en el marco de las reformas político-administrativas impulsadas por la dictadura militar. Las islas Chauques e isla Tac pasaron a la comuna de Quemchi, mientras que el grupo Desertores se integró a Chaitén, quedando en la nueva provincia de Palena. Achao y las nueve islas restantes —Linlín, Llingua, Meulín, Quenac, Caguach, Teuquelín, Alao, Apiao y Chaulinec—, pasaron a formar la nueva comuna de Quinchao.